# Mona Chollet
Pour les articles homonymes, voir Chollet.
Mona Chollet, née à Genève en 1973, est une journaliste et essayiste franco-suisse.
Entre 2016 et 2022, elle est cheffe d'édition au Monde diplomatique.

## Biographie
Mona Chollet naît en 1973 à Genève. Elle est binationale franco-suisse. Son grand-père maternel est un catholique palestinien, né à Jérusalem-Est et ayant émigré en Égypte durant son adolescence. Sa mère a travaillé pour Swissair au Caire avant d'émigrer pour la Suisse à l'âge de 22 ans, où elle exerça la profession de comédienne et professeure de théâtre. Son père est un commerçant suisse de confession protestante. Elle a un frère cadet.
Après une licence en lettres en Suisse, elle étudie à l’École supérieure de journalisme de Lille, dont elle sort diplômée en 1998.
Elle est ensuite pigiste pour Charlie Hebdo mais son contrat est interrompu en 2000 après sa contestation d'un éditorial du directeur de la rédaction Philippe Val, où il écrivait que les Palestiniens « ne se conduisent pas comme des gens civilisés »,.
Journaliste au Monde diplomatique entre 2005 et 2022, et cheffe d'édition à partir de 2016, elle anime le site de critique culturelle Périphéries, en partenariat avec Thomas Lemahieu.
Elle anime aussi pour 19 épisodes une chronique sur Arte radio, L'esprit d'escalier (2004-2005), qui aborde des sujets de société, notamment le féminisme et les médias.
Elle vit à Paris depuis la fin de ses études de journalisme.

## Travaux et prises de position

### Sur le féminisme
Son travail porte sur la condition féminine, le féminisme, les médias et l'imaginaire contemporain (rapport à la réalité, imaginaires sociaux et politiques).
Elle a proposé une critique sévère des Femen dans un article du Monde diplomatique intitulé « Femen partout, féminisme nulle part »,,,. Elle leur reproche notamment de manifester les seins nus : « Dans le fumeux "sextrémisme" promu par le groupe, il y a tout à parier que c’est surtout "sexe" qui fait tilter la machine médiatique. […] L'intérêt pour les Femen s'avère parfaitement compatible avec l'anti-féminisme le plus grossier ».
En 2014, elle défend l'abolition de la prostitution. Toutefois, en 2021, dans Réinventer l'amour, elle affirme « regrette[r] amèrement d'avoir pris position, il y a quelques années, pour la pénalisation des clients de la prostitution, en croyant aux promesses qui étaient alors faites de garantir la sécurité physique et matérielle des personnes prostituées ».

#### Féminicides et crimes de guerre en Israël et à Gaza
En 2023, à la suite des attaques du Hamas en territoire israélien, des féministes juives, notamment Rebecca Amsellem, lui reprochent son soutien inconditionnel au peuple palestinien, qui élude la nature spécifique des violences du Hamas contre les femmes israéliennes, des crimes sexuels et féminicides étant alors relayés par la presse,,,,. Un rapport de l'ONU en mars 2024 confirmera qu'il existe des « motifs raisonnables de croire » qu'au moins trois viols ont eu lieu le 7 octobre 2023, mais que d'autres crimes et violences sexuels évoqués par la presse peu après l'attaque n'ont pas pu être prouvés ou vérifiés. 
Mona Chollet accuse, de son côté, l’État israélien et ses alliés objectifs « [d'instrumentaliser] de la manière la plus abjecte la peur existentielle créée par le génocide des Juifs d’Europe ».

### La Tyrannie de la réalité
Dans La Tyrannie de la réalité, Mona Chollet analyse l'usage pernicieux fait aujourd'hui de la notion de réalité dans les discours politique et médiatique. Une vision étroite de la « réalité », qui condamne les rêveurs (écrivains, cinéastes, poètes, etc.) comme d'excentriques inadaptés et qui permet de brandir ce mot pour couper court à toute contestation. Parce qu'elle renvoie toujours le sujet à l'actualité la plus immédiate, l'évocation de la « réalité » engendre un sentiment de fatalisme et d'impuissance. Selon Nicole Aubert, psychologue, la « réalité » dont parle Mona Chollet est aussi bien le culte du travail, de la consommation, la loi du profit et la dureté inhérente à l'entreprise, que la croyance qu'il n'y a pas d'alternative à la société de consommation.
Mona Chollet retrace le parcours de la notion de « réalité » depuis l'émergence du rationalisme cartésien et montre les conséquences néfastes de cette vision partielle dans les domaines politique, littéraire ou encore environnemental et médiatico-journalistique. L’autrice en appelle à une prise de recul et à un ressourcement qui rappellent les théories du philosophe canadien Charles Taylor, théories réaffirmant l'idéal d'authenticité dévoyé par la modernité hyper-rationaliste.
Son essai, marqué à gauche, s'inscrit dans la tradition de critique de la modernité politique et de la société de consommation, lancée par des philosophes comme Jean Baudrillard. Sa critique du réalisme rejoint également celle prononcée par le courant constructiviste en épistémologie.

### Beauté fatale, les nouveaux visages d'une aliénation féminine
Beauté fatale, publié en février 2012 aux éditions de la Découverte, analyse les industries de la mode et de la beauté et les injonctions que ces industries produisent concernant le corps des femmes. L'ouvrage dépeint les conditions de travail des mannequins dans le monde de la mode et de la haute-couture, ainsi que les modes de fonctionnement des entreprises qui produisent les représentations de ce qui est considéré comme socialement désirable en matière d'apparence et de comportement des femmes (entreprises du cosmétique, du luxe). Beauté fatale s'intéresse aussi aux conséquences que ce modèle a pour certaines femmes, par exemple pour celles qui se trouvent en défaut de paiement après des emprunts élevés pour des opérations de chirurgie esthétique.

### Chez soi, une odyssée de l'espace domestique
Dans Chez soi, Mona Chollet explore le lieu d'habitation sous toutes ses facettes : elle analyse la problématique du mal-logement et de la gentrification, les diverses injonctions sociales qui incitent à sortir plutôt qu'à rester tranquillement à la maison, mais aussi, et surtout pour les femmes, l'incitation à entretenir et à décorer impeccablement leur intérieur.

### Sorcières, la puissance invaincue des femmes

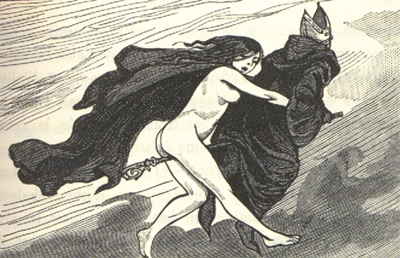
Martin Van Maele, illustration de La Sorcière de Jules Michelet, 1911.

En septembre 2018 parait le livre Sorcières. La puissance invaincue des femmes aux éditions de la Découverte, inspiré des ouvrages des Américaines Starhawk et Silvia Federici, établit un lien entre d'une part les sorcières de la Renaissance et de l'Époque moderne, et les femmes qui aujourd'hui refusent la maternité,, d'autre part. Mona Chollet développe l'idée que les chasses aux sorcières des XVIe et XVIIe siècles sont un phénomène de misogynie qui se développe à la suite de la querelle des femmes.
Elle consacre une partie de son ouvrage à l'analyse de l'historiographie moderne et contemporaine, trouvant que cette dernière, qui n'établit jamais de lien entre chasse aux sorcières et misogynie, peine du coup à expliquer ce fait historique de façon convaincante. Elle trouve dans la misogynie actuelle des parallèles entre le traitement réservé aux sorcières des XVIe et XVIIe siècles et l'époque contemporaine, en particulier en ce qui concerne les volontés d'indépendance et/ou de non-maternité qui suscitent, selon elle, encore une forme d'opprobre sociale. Elle évoque aussi cette « mode des sorcières », devenues un symbole du féminisme.
Le livre, jugé « succès de la rentrée » à l'automne 2018, s'était vendu à 115 000 exemplaires en avril 2019, huit mois après sa parution. À la rentrée 2021, il dépasse les 250 000 ventes.

### Réinventer l'amour. Comment le patriarcat sabote les relations hétérosexuelles
À la suite du Mouvement MeToo, la question de la séduction se pose : qu'est-ce qui peut être dit ? Qu'est-ce qui ne peut pas l'être ? Comment flirter et séduire sans agresser ? Avec l'essai Réinventer l'amour, Mona Chollet décrypte la complexité des rapports amoureux, puis analyse les influences, plutôt mauvaises, du patriarcat sur les relations entre hommes et femmes. Elle observe que dans le modèle patriarcal « L'homme est beau quand il est puissant. La femme est belle quand elle est faible. ». Pour contrecarrer cela, l'autrice invite à la réinvention du couple et à revoir les manières de voir et de traiter le féminin. Le livre aborde aussi les violences faites aux femmes.
Le livre est notamment salué pour la finesse de son analyse et le détail des sources employées. Mona Chollet cherche à mettre en avant des arguments pour réinventer l'amour, en faveurs de relations homme-femme plus saines et sereines. Cette réinvention des rapports contribue par ailleurs à l'émancipation de la femme. Elle permet aussi aux hommes de mieux connaître les femmes et réciproquement. L'objectif général est de souligner que la femme n'a pas à se faire petite dans le couple. Malgré le sujet complexe de l'essai, celui-ci ne se place pas dans l'anti-masculin : au contraire, l'autrice souhaite que les hommes se saisissent de la problématique des relations hétérosexuelles autant que les femmes.
Mona Chollet a reçu le Prix européen de l'essai en 2022 à l'occasion de la sortie de ce livre.

## Publications
- Marchands et citoyens : la guerre de l'internet (ill. Gébé), Nantes, L'Atalante, 2001, 153 p. (ISBN 978-2-84172-154-2 et 2-8417-2154-X, SUDOC 055959989)
- La Tyrannie de la réalité, Paris, Calmann-Lévy, 2004, 362 p. (ISBN 2-7021-3494-7, SUDOC 080268846), 2006  (ISBN 978-2-07-030991-7) (SUDOC 10167032X)
- Rêves de droite : Défaire l'imaginaire sarkozyste, Paris, La Découverte , coll. « Zones », 2008, 151 p. (ISBN 978-2-35522-011-1, SUDOC 123336015, lire en ligne) (en ligne: présentation)
- Beauté fatale : Les nouveaux visages d'une aliénation féminine, Paris, La Découverte , coll. « Zones », 2015, 325 p. (ISBN 978-2-7071-8581-5, SUDOC 185655734), 2012  (ISBN 978-2-35522-039-5) (SUDOC 159476089)
- Chez soi : Une odyssée de l'espace domestique, Paris, La Découverte , coll. « Zones », 2015, 359 p. (ISBN 978-2-35522-077-7, SUDOC 196576482), 2016  (ISBN 978-2-7071-9219-6) (SUDOC 196576482)
- Sorcières : La puissance invaincue des femmes, Paris, La Découverte, coll. « Zones », 2018, 231 p. (ISBN 978-2-35522-122-4, SUDOC 23062359X)
- Réinventer l'amour : Comment le patriarcat sabote les relations hétérosexuelles, Paris, La Découverte, coll. « Zones », 2021, 276 p. (ISBN 978-2355221743, SUDOC 257505229). CD audio, 1 disque compact MP3 (9 h 40 min), Lizzie éd.  (ISBN 979-10-36619-08-3) (SUDOC ). Epub (données textuelles, sur Internet)  (ISBN 978-2-35522-175-0)
- D'images et d'eau fraîche : Trouvailles, trésors et talismans, Paris, Flammarion, 2022, 192 p. (ISBN 978-2080285065, SUDOC 265826306)
- Résister à la culpabilisation : Sur quelques empêchements d'exister, Zones, 2024, 272 p., 14 x 20,5 cm (ISBN 9782355222146, SUDOC 280669836).  (ISBN 9782355222351) numérique . Présentation en ligne

### Direction d'ouvrage
- Mona Chollet (dir.) et Pierre Rimbert (dir.), Les révoltés du travail, Paris, Le Monde diplomatique, coll. « Manière de voir » (no 103), février-mars 2009, 98 p. (ISSN 1241-6290, SUDOC 132117061)

- Mona Chollet (dir.) et Evelyne Pieiller (dir.), Mauvais genres, Paris, Le Monde diplomatique, coll. « Manière de voir » (no 111), juin 2010, 98 p. (ISSN 1241-6290, SUDOC 145004759)
- Mona Chollet (dir.), L'urbanisation du monde, Paris, Le Monde diplomatique, coll. « Manière de voir » (no 114), décembre 2010, 98 p. (ISSN 1241-6290, SUDOC 147929148)
- Mona Chollet (dir.), Changer la vie : Mode d'emploi, Paris, Le Monde diplomatique, coll. « Manière de voir » (no 136), août 2014, 98 p. (ISSN 1241-6290, SUDOC 180288539)
- Mona Chollet (dir.), Écrans et imaginaires : Séries, divertissements, télé-réalité, Paris, Le Monde diplomatique, coll. « Manière de voir » (no 154), août 2017, 98 p. (ISSN 1241-6290)

### En collaboration
- Mona Chollet, Olivier Cyran et Sébastien Fontenelle, Les Éditocrates ou Comment parler de (presque) tout en racontant (vraiment) n'importe quoi, Paris, La Découverte , coll. « Cahiers libres », 2009, 196 p. (ISBN 978-2-7071-5869-7, SUDOC 139072322)
- Mona Chollet, Laurence de Cock, Olivier Cyran et Sébastien Fontenelle, Les Éditocrates : 2, Le cauchemar continue, Paris, La Découverte, coll. « Cahiers libres », 2018, 158 p. (ISBN 978-2-7071-9613-2, SUDOC 226796620)

### Poésie
- Peut-on aimer un pays qui n’est même pas un pays ?, poème sur la Palestine.

### Radio
- « L'esprit d'escalier », les chroniques radiophoniques de Mona Chollet sur Arteradio